# 孔泰镇
孔泰镇（義大利語：Villa del Conte）是意大利威尼托大区帕多瓦省的一个市镇。总面积17.32平方公里，人口5524人，人口密度318.9人/平方公里（2009年）。国家统计（ISTAT）代码为028101。